# 더 화이티스트 보이 얼라이브
더 화이티스트 보이 얼라이브(영어: The Whitest Boy Alive)는 독일의 밴드이다.